# Língua assamesa
O assamês (অসমীয়া, transl. Ôxômiya) é uma língua indo-ariana falada principalmente no estado indiano de Assão, onde é a sua língua oficial e uma das 23 línguas oficiais da Índia. Também é falada em partes de Arunachal Pradexe e outros estados indianos daquela região. Alguns bolsões de falantes do assamês também encontram-se em Bangladexe. Falada por mais de 20 milhões de pessoas, é, do ponto de vista geográfico, a mais oriental dentre as línguas indo-europeias
O assamês emprega a escrita assamesa, que deriva de uma variante oriental da escrita gupta, um sistema abugida, escrito da esquerda para a direita, com um grande número de ligaduras tipográficas.